# Ла Сите-Лимуалу
Ла Сите-Лимуалу — один из шести районов города Квебек, в провинции Квебек, в Канаде. Образован 1 ноября 2009 года путём слияния районов Ла Сите и Лимуалу.
Находится в центральной части города, включая Старый Квебек. Граничит на северо-востоке с районом Бопор, на северо-западе с районом Шарльбур, на западе с рекой Сен-Шарль, на юго-западе с районом Сен-Фуа-Сийери-Кап-Руж и на юге с рекой Сен-Лорен.

## История
1 ноября 2009 года районы Ла Сите и Лимаулу были объединены в один район Ла-Сите-Лимуалу.
Название Ла Сите относилось не только к району, но и ко всей исторической части города. Он включал в себя место основания Квебека с окрестностями.
До конца XIX века на территории района Лимуалу находились сельскохозяйственные угодья. Потом здесь возникли деревни Стадакона и Эдлевиль на берегу реки Сен-Шарль. Включение этой территории в состав города Квебек в 1909 году положило начало урбанизации района. Разметка и номерование улиц были приняты по американскому образцу.
Название Лимуалу в отношении этой местности впервые появилось в 1893 году, когда территория стала одним из районов города. Оно произошло от название усадьбы Лимуэлу, принадлежавшей исследователю Жаку Картье и находившейся в Сен-Мало в Бретани.

## Округа
Территория района разделена на девять округов: Лер, Мезере, Монкальм, Сен-Жан-Батист, Сен-Рош, Сен-Сакреман, Сен-Совёр, Вьё-Лимуалу и Вьё-Квебек-Кап-Блан-коллен Парламентер. Эта территория разделена на шесть избирательных округа.
В городском совете Квебека Ла-Сите-Лимуалу представлен советником по каждому из шести избирательных округов.
| Район | Район           | Избирательны округ     | Советник           | Партия              |
| ----- | --------------- | ---------------------- | ------------------ | ------------------- |
| 1     | Ла-Сите-Лимуалу | Вьё-Квебек-Монкальм    | Анн Геретт         | Независимый         |
|       |                 | Сен-Сакремен-Бельведер | Ивон Бюссьер       | Независимый         |
|       |                 | Фобурж                 | Шанталь Жильбер    | Команда Лебона (EL) |
|       |                 | Сен-Совер              | Женевьев Амелен    | Команда Лебона (EL) |
|       |                 | Мезере-Лер             | Жинетт Пикар-Лавуа | Команда Лебона (EL) |
|       |                 | Сильвен-Лельевр        | Сюзанн Верреоль    | Команда Лебона (EL) |

В настоящее время председателем районного совета является Сюзанн Верреоль.